# Kodaline
Kodaline is een alternatieve-rockband, afkomstig uit Dublin, Ierland. In 2005 begon de groep als 21 Demands, maar in 2011 hernoemde de band zich naar Kodaline. De band bestaat uit Stephen "Steve" Garrigan (zang), Mark Prendergast (gitaar), Vincent "Vinny" May Jr (drums) en Jason Boland (basgitaar).

## Carrière

### 2005-2012: vroege carrière
De band werd gevormd toen Steve Garrigan, Mark Prendergast en Vinny May Jr samen studeerden. Ook Jason Boland zat op dezelfde school, maar die kwam pas later bij de band. Ze wonnen een Ierse talentenjacht net niet, maar werden door die talentenjacht wel bekend bij het grote publiek. Op 17-jarige leeftijd stond 21 Demands daardoor al bovenaan de Ierse hitlijsten. Later kondigde de groep een korte break aan. In 2011 begonnen ze terug met muziek maken, maar ditmaal onder de naam Kodaline.
In september 2012 kwam de debuut-ep van Kodaline, The Kodaline EP, uit. Een van de vier nummers van de plaat, All I Want, werd geselecteerd als Record Of The Week bij de BBC Radio 1. In de aflevering Remember the Time van de serie Grey's Anatomy werd het nummer te horen gebracht. Het nummer werd ook gebruikt in Googles "2012: Year in Review"-video. All I Want werd de lancering van de band, en het nummer werd ook opgepikt door de Nederlandse radiozender 3FM, die het selecteerde als megahit. Kodaline trad er op tijdens 3FM Serious Request 2012. Ook in België kreeg All I Want airplay, maar beduidend minder dan in Nederland. De band werd op 9 december 2012 door de BBC genomineerd als Sound of 2013.

### 2013 tot heden:In a Perfect World
Op 14 juni 2013 bracht Kodaline hun debuutalbum In a Perfect World uit. Van het album zijn drie singles en drie promotionele singles uitgebracht. Het album kreeg voornamelijk gemengde reviews en heeft een Metacritic-score van 47/100.
In 2013 stond Kodaline in België en Nederland op Pinkpop 2013, Pukkelpop 2013 en Lowlands 2013. Ze kwamen ook naar Rock Werchter in 2014.

## Bandleden
- Stephen Garrigan — zanger-gitarist-pianist
- Vinny May — drummer
- Jason Boland — basgitaar
- Mark Prendergast — gitarist-pianist

## Discografie

### Albums
| Jaar | Titel              |
| ---- | ------------------ |
| 2013 | In a Perfect World |
| 2015 | Coming Up for Air  |
| 2018 | Politics of Living |
| 2020 | One Day at a time  |
| 2021 | All I Want         |

### Ep's
| Jaar | Titel          |
| ---- | -------------- |
| 2012 | The Kodaline   |
| 2013 | The High Hopes |
| 2013 | Love Like This |
| 2013 | Brand New Day  |
| 2014 | One Day        |
| 2017 | I Wouldn't Be  |

### Singles
| Jaar | Titel                  | Album                                  |
| ---- | ---------------------- | -------------------------------------- |
| 2013 | High Hopes             | In a Perfect World / The High Hopes EP |
| 2013 | Love Like This         | In a Perfect World / Love Like This EP |
| 2013 | Brand New Day          | In a Perfect World / Brand New Day EP  |
| 2014 | All I Want             | In a Perfect World                     |
| 2014 | One Day                | In a Perfect World                     |
| 2015 | Honest                 | Coming Up for Air                      |
| 2015 | The One                | Coming Up for Air                      |
| 2015 | Ready                  | Coming Up for Air                      |
| 2017 | Brother                | Politics for Living                    |
| 2017 | Ready to Change        | I Wouldn't Be                          |
| 2020 | Wherever You Are       | One Day at a Time                      |
| 2020 | Sometimes              | One a Day at a Time                    |
| 2020 | This Must Be Christmas | geen album                             |

### Promosingles
| Jaar | Titel                  | Album                                |
| ---- | ---------------------- | ------------------------------------ |
| 2012 | All I Want             | In a Perfect World / The Kodaline EP |
| 2013 | After the Fall         | In a Perfect World                   |
| 2014 | One Day (2014 version) | One Day EP                           |

### NPO Radio 2 Top 2000
| Nummer met noteringen in de NPO Radio 2 Top 2000 | '15  | '16  | '17  | '18  | '19  | '20  | '21  | '22  | '23  | '24  |
| ------------------------------------------------ | ---- | ---- | ---- | ---- | ---- | ---- | ---- | ---- | ---- | ---- |
| All I Want                                       | 1799 | 1047 | 1130 | 1270 | 1025 | 1133 | 1158 | 1092 | 1332 | 1553 |

1. ↑  Een vetgedrukt getal geeft de hoogste notering aan.
2. ↑  2015 was het eerste jaar met een notering voor dit nummer.